# Tia chớp (phim 2008)
Tia chớp (tên gốc tiếng Anh: Bolt) là bộ phim hoạt hình dàn dựng bằng máy tính sản xuất bởi xưởng phim hoạt hình Walt Disney và là bộ phim hoạt hình thứ 48 của xưởng phim này.
Phim được nhiều tên tuổi nổi tiếng lồng tiếng: John Travolta, Miley Cyrus, Malcolm McDowell, Claire Holt, Diedrich Bader, Nick Swardson, Greg Germann, Susie Essman và Mark Walton. Bộ phim xoay quanh một chú chó màu trắng tên Bolt bị đưa đến New York bởi một nhầm lẫn. Đạo diễn của phim là Chris Williams, người đã từng làm việc với phim Hoa Mộc Lan và The Emperor's New Groove.
Phim ra mắt vào ngày 21 tháng 11 năm 2008 và nhận được nhiều lời khen từ trang web phê bình phim Rotten Tomatoes". Phim được MPAA đánh giá hạng PG vì trong phim có vài pha hành động nhẹ nhàng. Phim cũng được ra mắt dưới dạng 3D tại một số rạp.
| Quốc gia | Đánh giá |
| -------- | -------- |
| Mỹ       | PG       |

## Kịch bản
Bolt là một câu chuyện xoay quanh chú chó con Bolt (John Travolta), một giống chó becgie (German Shephred) màu trắng. Mỗi ngày đối với Bolt là một cuộc phiêu lưu mạo hiểm, rượt đuổi đầy hứng khởi ở... phim trường. Là một ngôi sao ăn khách trên truyền hình, Bolt sống hết mình với vai chú chó siêu nhân. Và kết cục là Bolt nghĩ sức mạnh siêu nhiên đó là thật. Tưởng chừng Bolt sẽ sống hết cuộc đời với những chuyến phiêu lưu nhân tạo đó thì một sự việc bất ngờ xảy ra làm đảo lộn cuộc sống của cậu. Cậu vô tình bị đưa lên tàu và lạc tới thành phố New York. Từ đó Bolt bắt đầu cuộc phiêu lưu lớn nhất của mình - cuộc hành trình trong thế giới thực để trở về với cô chủ nhỏ kiêm bạn diễn Penny (diễn viên Miley Cyrus lồng tiếng).
Trong cuộc hành trình đầy mạo hiểm và phiêu lưu của mình cậu gặp mèo đen Mittens và chú chuột hamster Rhino, một kẻ mê mẩn các chương trình TV và là người hâm mộ cuồng nhiệt của Bolt và High School Musical. Cả hai đã trở thành bạn đồng hành của Bolt, giúp Bolt vượt qua khó khăn khi cậu nhận ra mình chẳng phải là một siêu... "chó". Cũng từ đó Bolt biết rằng chẳng cần đến những quyền năng siêu nhiên, cậu cũng có thể trở thành anh hùng.

## Sản xuất
Lúc đầu, bộ phim lẽ ra có tên là "American Dog", do đạo diễn Chris Sander thực hiện. Nhưng sau đó Chris Sander đã rút khỏi bộ phim và đạo diễn Chris William và Byron Howard lên thay. American Dog có cốt truyện cũng từa tựa với Bolt, kể về một ngôi sao truyền hình chó tên Henry bị lạc ở sa mạc Nevada cùng với một con mèo chột mắt hay cáu kỉnh và một con thỏ kích cỡ quá khổ cũng đang tìm đường về nhà. Nhưng Henry vẫn cứ tưởng đây là một bộ phim. Năm 2006, Chris Sanders bị thay thế vì "đã không đưa bộ phim đến đúng chỗ của nó". Sau khi ông bị thay thế, nhóm làm phim hoạt hình đã gấp rút tiến hành hoàn thành bộ phim này trong 18 tháng tuy thông thường, một bộ phim kiểu này phải mất tới 4 năm. Ngày 8 tháng 7 năm 2007, Disney thông báo phim sẽ ra mắt dưới tên Bolt vào ngày 21 tháng 11 năm 2008 

### Cái nhìn
Cái nhìn của phim được lấy cảm hứng từ bức vẽ của Edward Hopper và nhà quay phim Vilmos Zsigmond. Trong Rapunzel, một công nghệ mới là NPR được sử dụng cho một sự xuất hiện thị giác đặc biệt. Để cho phong cảnh nền của phim trở thành 3D, người ta đã sử dụng một công nghệ đồ họa mới cho bộ phim.

### Thiết kế nhân vật
Nhân vật Rhino được thiết kế từ một con chuột chinchilla của John Lassetter khi nó được mang đến cho các nhà làm phim.

## Diễn viên
| Diễn viên        | Vai          |
| ---------------- | ------------ |
| John Travolta    | Bolt         |
| Miley Cyrus      | Penny        |
| Susie Essman     | Mittens      |
| Mark Walton      | Rhino        |
| Malcolm McDowell | Dr. Calico   |
| Nick Swardson    | Blake        |
| Diedrich Bader   | Veteran Cat  |
| Chloë Moretz     | Young Penny  |
| Greg Germann     | The Agent    |
| James Lipton     | The Director |
| Randy Savage     | Thug         |
| Kari Wahlgren    | Mindy        |
| Grey Delisle     | Mẹ Penny     |

## Soundtrack
Bài hát I Thought I Lost You của Miley và John Travolta đã được đề cử giải Bài hát hay nhất tại giải Quả cầu vàng và giải Oscar (với Barking at the Moon)
1. "I Thought I Lost You" bởi John Travolta và Miley Cyrus — 3:36
2. "Barking at the Moon" bởi Jenny Lewis — 3:17
3. "Meet Bolt" — 1:49
4. "Bolt Transforms" — 1:00
5. "Scooter Chase" — 2:29
6. "New York" — 1:44
7. "Meet Mittens" — 1:25
8. "The RV Park" — 2:14
9. "A Fast Train" — 2:38
10. "Where Were You on St. Rhino's Day?" — 1:58
11. "Sing-Along Rhino" — 0:42
12. "Saving Mittens" — 1:02
13. "House on Wheels" — 3:07
14. "Las Vegas" — 2:01
15. "A Friend in Need" — 1:13
16. "Rescuing Penny" — 3:09
17. "A Real Life Superbark" — 0:46
18. "Unbelievable TV" — 1:20
19. "Home at Last/Barking at the Moon (Hát lại)" — 1:29

## Công chiếu

### Buổi ra mắt
Buổi ra mắt tổ chức tại Rạp El Capitan vào ngày 16 tháng 11 năm 2008 với sự xuất hiện của các diễn viên đã lồng tiếng cho phim.

### Quảng cáo
Trailer của phim ra mắt vào ngày 27 tháng 7 năm 2008 sau WALL-E. Trailer thứ hai ra mắt sau Beverly Hill Chihuahua cùng với Bedtime Story và High School Musical 3: Senior Year trước khi trailer thứ ba ra mắt vào ngày 24 tháng 10 năm 2008.

## Doanh thu phòng vé
Trong cuối tuần đầu tiên, Bolt thu về 26.223.128 USD và xếp thứ 3 sau Twilight và Quantum of Solace. Trong cuối tuần thứ hai, Bolt vươn lên vị trí thứ 2 sau Four Christmases với doanh thu tăng 1,4%

### Acedemy Award
Walt Disney Pictures đã chọn phim này cùng với phim WALL-E ứng cử cho giải Phim Hoạt hình hay nhất.